# 朝日放送制作火曜9時枠の連続ドラマ
朝日放送制作火曜9時枠の連続ドラマ（あさひほうそうせいさくかようくじわくのれんぞくドラマ）は、1991年10月8日から1993年3月23日まで、朝日放送を制作局としてテレビ朝日系で毎週火曜21:00 - 21:54（JST）に放送されていた連続テレビドラマの放送枠である。

## 放送作品

### 1991年
- 必殺仕事人・激突!

### 1992年
- 裏刑事-URADEKA-
- 豆腐屋直次郎の裏の顔
- 往診ドクター事件カルテ

### 1993年
- ホテルドクター